# Tyne Stecklein
Tyne Stecklein (ur. 11 sierpnia 1988 w Denver w stanie Kolorado) – amerykańska tancerka oraz aktorka.
Brała udział w ostatniej trasie koncertowej Michaela Jacksona This Is It (2009−2010), a także wystąpiła w dokumentalnym filmie Michael Jackson’s This Is It (2009). Pojawiła się w filmach Burleska (Burlesque, 2010) oraz Sex story (No Strings Attached, 2011).